# Turmstraße (metrostation)
Turmstraße is een station van de metro van Berlijn in het Berlijnse stadsdeel Moabit. Het metrostation bevindt zich onder de Kleiner Tiergarten, een park tussen de Turmstraße en de straat Alt-Moabit. Station Turmstraße werd geopend op 28 augustus 1961 en wordt bediend door lijn U9.
Lijn G, de huidige U9, is de enige Berlijnse metrolijn die volledig na de Tweede Wereldoorlog gebouwd werd. De aanleg van de lijn was dan ook een direct gevolg van de naoorlogse deling van de stad. De historische binnenstad was in Oost-Berlijn komen te liggen en in het westen van de stad ontstond een nieuw centrum rond Bahnhof Zoo en de Kurfürstendamm. Om het nieuwe centrum te verbinden met Moabit en Wedding besloot men een nieuwe noord-zuidlijn te bouwen die de oude binnenstad ontweek. Eind augustus 1961, slechts twee weken nadat de Muur Berlijn fysiek spleet, kwam het eerste deel van lijn G, waarvan ook station Turmstraße deel uitmaakt, in gebruik.
Zoals alle metrostations op het oudste deel van de U9 werd Turmstraße ontworpen door Bruno Grimmek. Herkenbare elementen van Grimmeks stijl zijn het geknikte, licht welvende dak en de met glasmozaïek beklede zeshoekige zuilen. Grimmek ontwikkelde een schema van vier pastelkleuren, die in een herhalende volgorde aan de stations werden toegewezen. Turmstraße kreeg de kleur lichtblauw, die is toegepast in de gehele wandbetegeling; de zuilen dragen echter een zandkleur.
Op de lange termijn zal Turmstraße wellicht een overstapstation worden. Er bestaan namelijk plannen lijn U5 te verlengen naar het westen van de huidige westelijke terminus Berlin Hauptbahnhof naar Moabit en Jungfernheide en, in een later stadium, luchthaven Tegel en/of Reinickendorf. In station Turmstraße zal het tracé de U9 kruisen op een niveau boven het huidige noord-zuid-georiënteerd perron. In voorbereiding hierop bouwde men boven de huidige perronkoker een korte tunnelstronk in west-oostelijke richting en in het midden van het station alvast een trappenhuis dat deze beide niveaus verbindt, en dat in de tussentijd dienstdoet als extra uitgang, leidend naar de Kleiner Tiergarten. Twee andere uitgangen bevinden zich aan beide uiteinden van het perron en leiden via een tussenverdieping naar de zuidzijde van Alt-Moabit respectievelijk de kruising Turmstraße/Wilhelmshavener Straße. De zuidelijke toegang tot het station is geïntegreerd in een huizenblok. Bij de noordelijke toegang kwam in 2010 een lift in gebruik. Turmstraße werd daarmee het 74e Berlijnse metrostation dat drempelvrij toegankelijk is.